# Vallcàrquera (Sant Llorenç Savall)
Vallcàrquera és una vall i antiga parròquia rural de Sant Feliu de Vallcarca del terme municipal de Sant Llorenç Savall, a la comarca del Vallès Occidental.
És a l'extrem nord-oest del terme, de manera que limita amb el terme municipal de Mura, al Bages, i de Granera, al Moianès.